# 300933 Teresamarion
300933 Teresamarion è un asteroide della fascia principale. Scoperto nel 2008, presenta un'orbita caratterizzata da un semiasse maggiore pari a 3,0662755 au e da un'eccentricità di 0,1121630, inclinata di 10,68923° rispetto all'eclittica.